# OR3A3
Olfaktorni receptor 3A3 je protein koji je kod ljudi kodiran OR3A3 genom.
Olfaktorni receptori formiraju interakcije sa molekulima mirisa u nosu, čime se inicira neuronski respons koji izaziva percepciju mirisa. Oni su odgovorni za prepoznavanje i G proteinima posredovanu transdukciju mirisnih signala. Proteini olfaktornih receptora su članovi velike familije G protein spregnutih receptora (GPCR). Poput mnogih receptora za neurotransmitere i hormone, olfaktorni receptori imaju strukturu 7-transmembranskog domena. Oni su kodirani genima sa jednim eksonom. Geni olfaktornih receptora su najveća familija genoma. Nomenklatura gena i proteina olfaktornih receptora je nezavisna od drugih organizama.

## Literatura
- Zody MC; Garber M; Adams DJ;  . (2006). „DNA sequence of human chromosome 17 and analysis of rearrangement in the human lineage”. Nature. 440 (7087): 1045—9. PMC 2610434 . PMID 16625196. doi:10.1038/nature04689.
- Malnic B, Godfrey PA, Buck LB (2004). „The human olfactory receptor gene family”. Proc. Natl. Acad. Sci. U.S.A. 101 (8): 2584—9. PMC 356993 . PMID 14983052. doi:10.1073/pnas.0307882100.
- Gilad Y, Lancet D (2003). „Population differences in the human functional olfactory repertoire”. Mol. Biol. Evol. 20 (3): 307—14. PMID 12644552. doi:10.1093/molbev/msg013.
- Strausberg RL; Feingold EA; Grouse LH;  . (2003). „Generation and initial analysis of more than 15,000 full-length human and mouse cDNA sequences”. Proc. Natl. Acad. Sci. U.S.A. 99 (26): 16899—903. PMC 139241 . PMID 12477932. doi:10.1073/pnas.242603899.
- Fuchs T; Malecova B; Linhart C;  . (2003). „DEFOG: a practical scheme for deciphering families of genes”. Genomics. 80 (3): 295—302. PMID 12213199. doi:10.1006/geno.2002.6830.
- Glusman G; Sosinsky A; Ben-Asher E;  . (2000). „Sequence, structure, and evolution of a complete human olfactory receptor gene cluster”. Genomics. 63 (2): 227—45. PMID 10673334. doi:10.1006/geno.1999.6030.

## Spoljašnje veze
- OR3A3+protein,+human на 